# Середньоколимський улус
Середньоколимський улус (якут. Орто Халыма улууhа, рос. Среднеколымский улус) — муніципальний район у північно-східній частині Республіки Саха (Якутія). Адміністративний центр — м. Середньоколимськ. Утворений 25 травня 1930 року.

## Населення
Населення району становить 7 692 особи (2013).

## Адміністративний поділ
Район адміністративно поділяється на 10 муніципальних утворень (1 міське та 9 сільських), які об'єднують 15 населених пунктів.